# إنتويند
إنتويند (بالإنجليزية: Entwined)‏ ، هي لعبة فيديو من نوع موسيقي، نشرها شركة سوني كمبيوتر إنترتينمنت سنة 2014م، وتعمل على أنظمة بلاي ستيشن 3 وبلاي ستيشن 4 وبلاي ستيشن فيتا.

## وصلات خارجية
- North American PlayStation Store (بالإنجليزية)
- United Kingdom PlayStation Store (بالإنجليزية)